# Juneyao Airlines

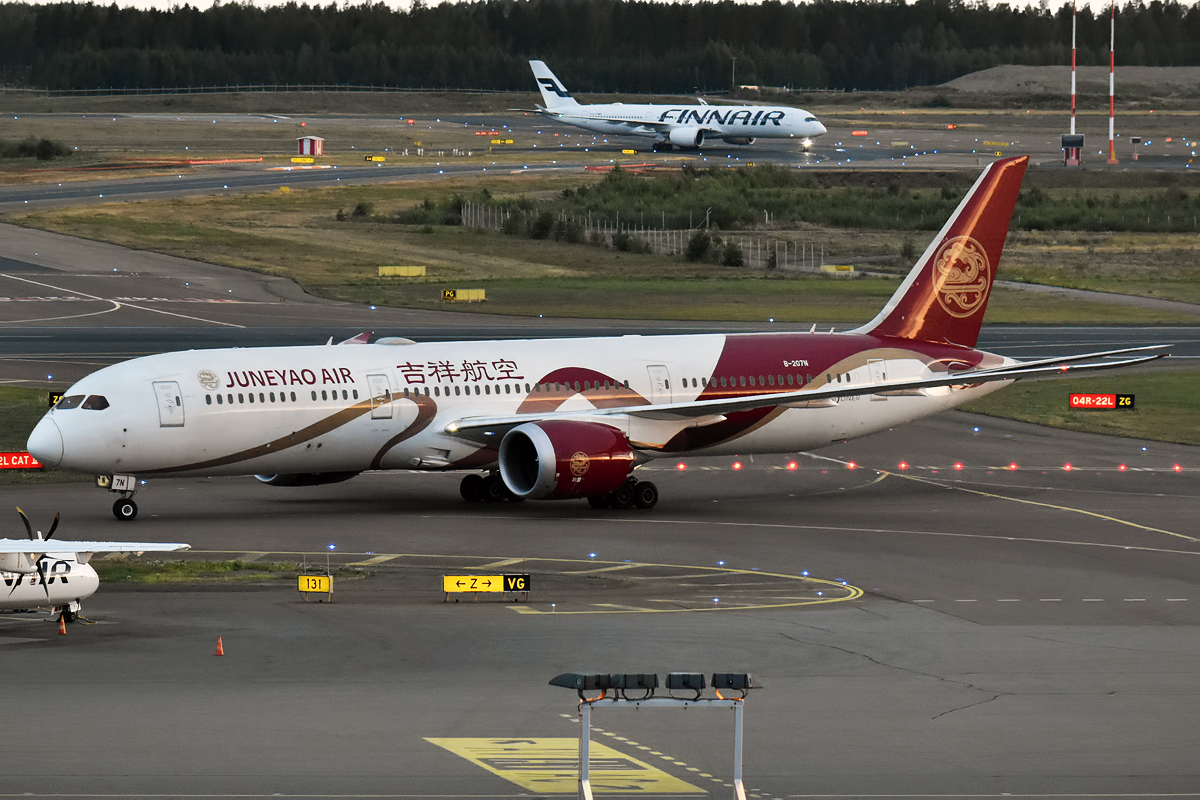
Boeing 787-9 Dreamliner

Juneyao Airlines est une compagnie aérienne chinoise, basée à Shanghai en Chine.
Le Code IATA est : HO. Elle exploite à la fois des services nationaux et internationaux à partir de deux aéroports (Shanghai Hongqiao et Shanghai Pudong).

## Histoire
La société a été fondée en 2005 en tant que filiale de Shanghai JuneYao (Group) Co., Ltd, et a commencé ses activités en septembre 2006. Le premier appareil qu'elle a reçu est un Airbus A319. Elle a reçu quelques mois après son premier Airbus A320. 
En 2013, le premier A321 rejoint la flotte de la compagnie.
En 2018, la compagnie reçoit ses premiers appareils long-courrier Boeing 787-9.
Juneyao Air voit en 2019 l'arrivée de la nouvelle génération d'avions remotorisée d'Airbus avec l'A320neo puis en 2020 l'A321neo.

## Flotte

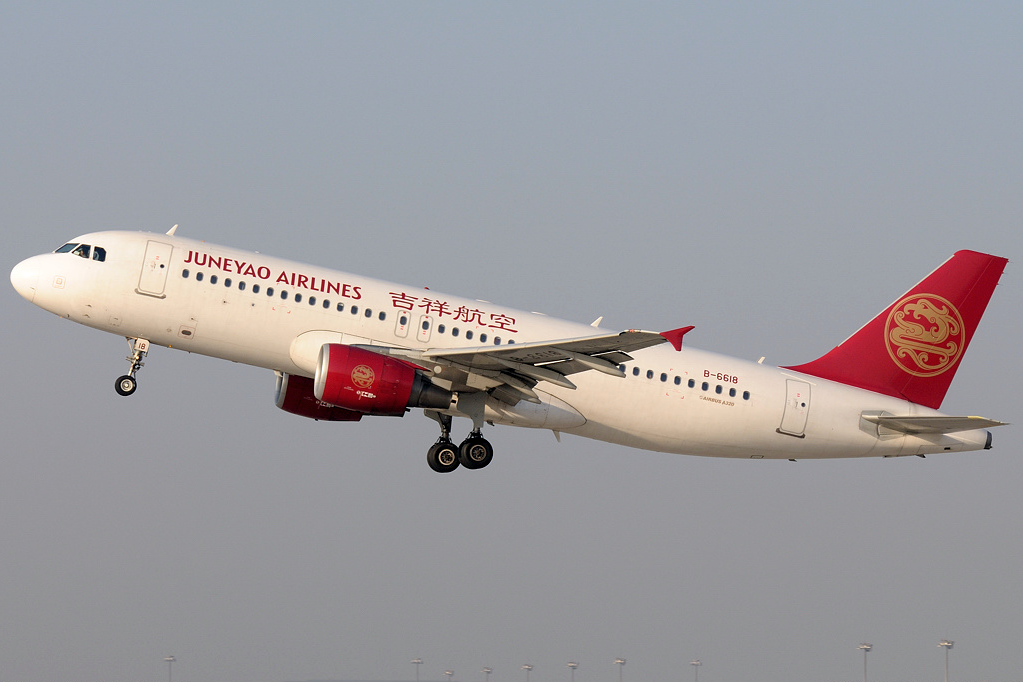
Airbus A320-200 de Juneyao Airlines à l'Aéroport international de Shanghai-Pudong. (2010)

En avril 2025, les appareils suivants sont en service au sein de la flotte de Juneyao Airlines:
Le 30 mars 2017, avec l'ouverture du complexe de Shanghai Disney Resort, Juneyao Airlines annonce qu'elle souhaite doubler sa flotte à l'horizon 2020.